# Atça
Atça est une ville dans le district de Sultanhisar de la province d'Aydın en Turquie. Le plan de la ville vient de la Place de l'Étoile de Paris.

## Jumelages
- Makó, Hongrie[2]

## Personnages célèbres
- Atçalı Kel Mehmet Efe (1780-1830) révolutionnaire, héros populaire